# 미르 (프로게이머)
미르(본명: 정조빈, 2001년 9월 20일 ~ )는 대한민국의 리그 오브 레전드 프로게이머로 포지션은 미드라이너이다. 아이디는 Mireu를 사용하고 있으며 현재 에스트랄 e스포츠 소속이다.

## 선수 생활
2020년 5월, 한화생명 e스포츠에 입단하면서 프로 커리어를 시작했다. 2020 서머 시즌에서는 라바의 서브 선수로 활동했다.
2021시즌을 앞두고 T1의 2군팀에 입단했다. 스프링 시즌 팀의 2군리그 우승에 기여했다. 2021시즌 종료 이후 팀에서 퇴단했다.
2022년 스프링 시즌에는 무소속으로 보냈다. 2022 서머 시즌을 앞두고 라틴 아메리카 리그의 에스트랄 e스포츠에 입단했다.

## 소속팀
| # | 팀명             | 소속 기간             | 소속 리그 | 비고 |
| - | ---------------- | --------------------- | --------- | ---- |
| 1 | 한화생명 e스포츠 | 2020.05.27~2020.10.16 | LCK       |      |
| 2 | T1               | 2020.12.09~2021.11.24 | LCK       |      |
| 3 | 에스트랄 e스포츠 | 2022.05.20~           | LLA       |      |

## 수상 내역
- LCK 챌린저스 리그 스프링 2021 우승
- LCK 챌린저스 리그 스프링 2021 1라운드 최우수선수